# Mariakapel (Schinveld, Koeweg)
De Mariakapel is een niskapel in Schinveld in de Nederlands Zuid-Limburgse gemeente Beekdaelen. De boskapel staat in de Schinveldse Bossen ten noordoosten van het dorp in de nabijheid van de Koeweg. Elders in Schinveld staat nog een Mariakapel in de woonwijk Laevenweide.
De kapel is gewijd aan Maria.

## Geschiedenis
Peter Jozef kreeg op 46-jarige leeftijd pleuritis en tijdens zijn ziekbed beloofde hij een kapel te bouwen als hij zou genezen. Dankzij penicilline lukte dat en rond 1954 werd begonnen met de bouw van de kapel. Zijn familie hielp mee met de totstandkoming van de kapel door in de bossen steentjes te verzamelen die als bouwmateriaal diende voor de kapel. In 1956 kwam de kapel gereed en in 1958 werd de kapel door de pastoor ingezegend.

## Bouwwerk
De kapel heeft de vorm van een pilaar waarin een nis is aangebracht en is volledig opgetrokken uit steentjes, stukjes tegel en cement. De kapel is overgroeid met klimop en staat binnen een omheining. Onder de nis is in de frontgevel een met tegels omgeven steen aangebracht met de tekst:

AVE MARIA(Wees gegroet Maria)

De kapelnis bestaat uit een rondboog die met tegels omlijst is en heeft een blad van vierkante gekleurde tegels. In de achterwand van de kapelnis is een spitsboogvormige nis aangebracht die omlijst is met groene en bruine tegels. In deze nis staat op een sokkel het Mariabeeldje.